# Haiku-Pauwela
Haiku-Pauwela es un lugar designado por el censo ubicado en el condado de Maui en el estado estadounidense de Hawái. En el año 2000 tenía una población de 6578 habitantes y una densidad poblacional de 161.2 personas por km².

## Geografía
Haiku-Pauwela se encuentra ubicado en las coordenadas 20°55′14″N 156°18′45″O / 20.92056, -156.31250. Según la Oficina del Censo, la localidad tiene un área total de 46,6 km² (18,0 mi²), de la cual 40,8 km² (15,8 mi²) es tierra y 5,8 km² (2,2 mi²) (12.50%) es agua.

## Demografía
Según la Oficina del Censo en 2000 los ingresos medios por hogar en la localidad eran de $45 397, y los ingresos medios por familia eran $52 350. Los hombres tenían unos ingresos medios de $35 737 frente a los $29 610 para las mujeres. La renta per cápita para la localidad era de $21 702. Alrededor del 8.1% de las familias y del 16.4% de la población estaban por debajo del umbral de pobreza.